# Szczepanów (powiat kamiennogórski)
Szczepanów (przed 1945 niem. Tschöpsdorf) – wieś w Polsce położona w województwie dolnośląskim, w powiecie kamiennogórskim, w gminie Lubawka.

## Podział administracyjny
W latach 1975–1998 miejscowość należała administracyjnie do województwa jeleniogórskiego.

## Szlaki turystyczne
- Przełęcz Okraj – Szczepanów – Lubawka – Chełmsko Śląskie[4]